# Aaron West & the Roaring Twenties
Aaron West & the Roaring Twenties is het solo-project van The Wonder Years-frontman Dan 'Soupy' Campbell. Volgens de Facebook-pagina van het project wordt het gedefinieerd als een karakterstudie bestuurd door muziek. Campbell neemt de persona van Aaron West aan. Het album We Don't Have Each Other werd uitgebracht in juli 2014 en de ep Bittersweet werd uitgebracht op 20 mei 2016. Incidentele singles werden tussen albums door de band uitgebracht. Routine Maintenance is het tweede officieel uitgebrachte album op 10 mei 2019.

## Geschiedenis

### We Don't Have Each Other(2014–15)
Frontman Dan Campbell van The Wonder Years begon het project op 22 mei 2014 via een video, die werd uitgebracht door Hopeless Records met de titel Aaron West en The Roaring Twenties - An Introduction To Aaron West. Met dit project zette Campbell zich in om een stuk fictie net zo rauw en persoonlijk te laten aanvoelen als liedjes over mijn leven. Campbell bracht het debuutnummer van het project, Divorce and the American South, uit via The A.V. Club. You Ain't No Saint werd op 27 mei als single uitgebracht. Divorce and the American South werd op 10 juni als single uitgebracht. Het eerste album van het project, We Don't Have Each Other, werd op 8 juli uitgebracht via Hopeless. Het album kreeg overwegend positieve recensies en Alternative Press gaf het een waardering van 4,5/5. Op 19 november bracht West via Billboard een videoclip uit voor het nummer Our Apartment. Campbell voerde zijn project uit op vijf van de Vans Warped Tour-data van 2014. Op 4 maart 2015 werd aangekondigd dat Campbell zijn project zou uitvoeren op alle Warped Tour-data van 2015, op het akoestische podium in de kelder.

### BittersweetenOrchard Park(2016–18)
Op 25 maart 2016 werd aangekondigd dat de ep Bittersweet op 20 mei zou worden uitgebracht. De coverart en tracklist van de ep werden onthuld en één nummer op de ep,  '67, Cherry Red, werd beschikbaar gemaakt voor streaming. De publicatie van de ep bevat vinylpersen in drie verschillende kleuren, groen, blauw en rood, toegeschreven aan de nummers Green Like the G Train, Green Like Sea Foam, Goodbye, Carolina Blues en '67, Cherry Red.
Orchard Park werd op 5 oktober 2017 uitgebracht als een niet-album-single. Het lied visualiseert Aaron die met zijn moeder rijdt om de as van zijn vader in Orchard Park te verspreiden.

### Routine Maintenance(2019–present)
De tweede lp van het project, getiteld Routine Maintenance, werd officieel aangekondigd op 18 maart 2019 en kreeg een verwachte publicatiedatum van 10 mei.

## Stijl
Timothy Monger van AllMusic schreef dat het project de passie en agressie van poppunk vermengde met meer een Americana en roots-esthetiek. Op de Facebook-pagina van het project noemt Campbell Bright Eyes, The Mountain Goats, The New Amsterdams, Lucero, The Weakerthans en Kind of Like Spitting als invloeden.

## Discografie

### Singles
- 2014: You Ain't No Saint
- 2014: Divorce and the American South
- 2016: '67, Cherry Red
- 2017: Orchard Park
- 2019: Runnin' Toward the Light

### Ep's
- 2016: Bittersweet (dl/7"/vinyl, Hopeless)

### Albums
- 2014: We Don't Have Each Other (cd/dl/lp, Hopeless)
- 2019: Routine Maintenance (cd/dl/lp, Hopeless)